# باكوتفيل (نيو برونزويك)
باكوتفيل (بالإنجليزية: Paquetville)‏ هي بلدة تقع في كندا في Gloucester County. يقدر عدد سكانها بـ 706 نسمة .